# Lathromeris atripes
Lathromeris atripes is een vliesvleugelig insect uit de familie van de Trichogrammatidae. De wetenschappelijke naam is voor het eerst geldig gepubliceerd in 1929 door Alexandre Arsène Girault.